# Saïd Ghandi
Pour les articles homonymes, voir Ghandi.
Saïd Ghandi (en arabe : سعيد غاندي), né le 16 août 1948 à Casablanca (Derb Sultan), est un footballeur international marocain, qui évoluait principalement au poste d'ailier droit au Raja Club Athletic.
International marocain, il fut l'un des meilleurs ailiers droits que le football national ait connu.
Durant plus d'une décennie, ce footballeur racé a été le titulaire incontesté tant au Raja qu'en équipe nationale à ce poste.

## Biographie
Voyant le jour le 16 août 1948 à Derb Sultane, Saïd Ghandi a fait ses premiers pas de footballeur sur les terrains vagues de Derb Chorfa où il a disputé d'innombrables rencontres, aux côtés notamment d'Omar du Wydad. Cadre à l'ONE, Ghandi est père de trois enfants dont l'un, Ihsane Ghandi, est footballeur.

### Les débuts
En 1959, il était âgé à peine de onze ans lorsque Boujemaâ Kadri, un proche parent, l'inscrit au centre de formation du Raja Club Athletic où il fut pris en mains par Abdelkader Jalal et Hmida, les deux encadreurs à l'époque du club Vert et blanc.

### Le déclic
Il est passé par les minimes et cadets avant d'être intégré en équipe première sans jouer avec les juniors, car le Père Jégo l'avait repéré et a décidé de l'aligner avec les séniors à la suite d'un derby disputé en en 1963 entre les cadets du Raja et du Wydad où les verts ont gagné (4-1), où Ghandi inscrit un quadruplé. Saïd disputa son premier match avec l'équipe première contre le CODM au Stade Philip. Une rencontre sanctionnée par un nul (3-3) et au cours de laquelle le futur ailier du onze national inscrira son premier but.

### Les titres
Mais son véritable envol débutera en 1965 avec la demi-finale de la Coupe du Trône remportée contre le Wydad et au cours de laquelle il inscrivit le second but du Raja avec une formation qui comptait des joueurs de renom tels que Khalfi, Abdesslam, Kaaza, Milazzo, Bahij, Aziz, Rubio, Houmane, Aliouate et Bhaïja. En fait, Ghandi a côtoyé quatre générations de joueurs, celle de Houmane et Aliouate, celle de Bénéné et Petchou, celle de Abdellatif Beggar et M'hamed Fakhir et enfin celle de Lyazid Aît Rami et Abdelmajid Magri.
Avec le Raja, Saïd Ghandi disputera quatre finales de Coupe du Trône et en remporta deux en tant que capitaine d'équipe en 1977, face au MAS et en 1979 au détriment du Difaâ Hassani d'El Jadida.
Au Raja, Saïd Ghandi fut entraîné par des coaches de renom tels que le mythique Père Jégo, Orotz, Tachkov, Mahjoub, Khamiri, Tibari, Houmane et Mindru.

### Équipe nationale
Son parcours avec l'équipe nationale débutera en 1963 alors qu'il était âgé à peine de 16 ans.
Je fus convoqué par Ahmed Antifit à l'occasion de la rencontre amicale contre la Suisse en 1966. Au cours de ce match perdue sur le score de 6 à 4, j'ai remplacé Sadni en seconde mi-temps et j'ai inscrit un but et donné des passes décisives à Akesbi et Bouassa qui ont également scoré se souvient Ghandi.[réf. nécessaire]
Avec le onze national Saïd prendra part à plusieurs échéances notamment les éliminatoires de Jeux olympiques de Tokyo et de Mexico, les Jeux méditerranéens et la Coupe du monde 1970. En tout, Ghandi disputera 108 matches internationaux, sans compter les rencontres amicales. Il fait partie de l'expédition du Mondial 1970 et en 1976 mais il fut privé de la Coupe d'Afrique à cause d'une bronchite. En équipe nationale du Maroc, a côtoyé de fabuleux joueurs tels que Fadili, Allal, Boujemaa, Moulay Driss, Abdallah, Maaroufi, Bamous, Houmane, Filali, Faras, Ghazouani, Hazzaz, Tazi et Abdelkader.

## Carrière d'entraineur
À Vichy, en 1982 aux côtés d'Henri Michel, Saïd Ghandi a obtenu un diplôme de premier degré avant de décrocher un diplôme d'initiateur pour les écoles de football à l'INS Moulay Rachid.

## Statistiques

### Sélections en équipe nationale
1. 24/11/1966 Algérie - Maroc Alger 2 - 2 Amical
2. 22/02/1967 RFA - Maroc Karlsruhe 5 - 1 Amical
3. 12/09/1967 Algérie - Maroc Tunis 3 - 1 JM 1967
4. 17/03/1968 Maroc – Algérie Casablanca 0 - 0  Amical
5. 22/03/1969 Maroc - Algérie Agadir 1 - 0 Elim. CAN 1970
6. 27/04/1969 Tunisie - Maroc Tunis 0 - 0 Elim. CM 1970
7. 17/05/1969 Maroc - Tunisie Casablanca 0 - 0 Elim. CM 1970
8. 13/06/1969 Maroc - Tunisie Marseille 0 - 0 Elim. CM 1970
9. 21/09/1969 Maroc - Nigeria Casablanca 2 - 1 Elim. CM 1970
10. 10/10/1969 Soudan - Maroc Khartoum 0 - 0 Elim. CM 1970
11. 26/10/1969 Maroc - Soudan Casablanca 3 - 0 Elim. CM 1970
12. 30/10/1969 Algérie - Maroc Alger 1 - 0 Amical
13. 28/12/1969 Maroc - Bulgarie Maroc 3 - 0 Amical
14. 03/06/1970 RFA - Maroc Leon 2 - 1 CM 1970
15. 06/06/1970 Pérou - Maroc Leon 3 - 0 CM 1970
16. 11/06/1970 Bulgarie - Maroc Leon 1 - 1 CM 1970
17. 10/12/1970 Algérie - Maroc Alger 3 - 1 Elim. CAN 1972
18. 26/09/1974 Jordanie - Maroc Damas 1 - 2 Tournoi Kuneitra
19. 28/09/1974 Egypte - Maroc Damas 2 - 4 Tournoi Kuneitra

#### Les matchs olympiques
1. 19/04/1966 : Granges : Suisse "B" vs Maroc 6 - 4 Amical………………..1 But
2. 07/09/1967 : Tunis : Italie Amateur vs Maroc 0 - 1 Jeux Méd
3. 10/09/1967 Tunis : France Amateur vs Maroc 2 - 0 J.M 1967
4. 05/11/1967 : Casablanca : Maroc vs Tunisie 1 - 1 Elim. JO 1968
5. 26/11/1967 : Tunis Tunisie vs Maroc 0 - 0 Elim. JO 1968
6. 09/06/1968 Casablanca : Maroc vs Ghana 1 - 1 Elim. JO 1968…………..1 But
7. 30/06/1968 Kumasi : Ghana vs Maroc 1 - 2 Elim. JO 1968………………..1 But

## Palmarès
Raja Club Athletic
- Coupe du Trône (2)
  - Vainqueur : 1974 et 1977
  - Finaliste : 1965 et 1968.

- Championnat du Maroc
  - Vice-champion : 1966 et 1974 .